# Тевтобурзький ліс
51°53′44″ пн. ш. 8°48′49″ сх. д. / 51.895555555556° пн. ш. 8.8136111111111° сх. д.

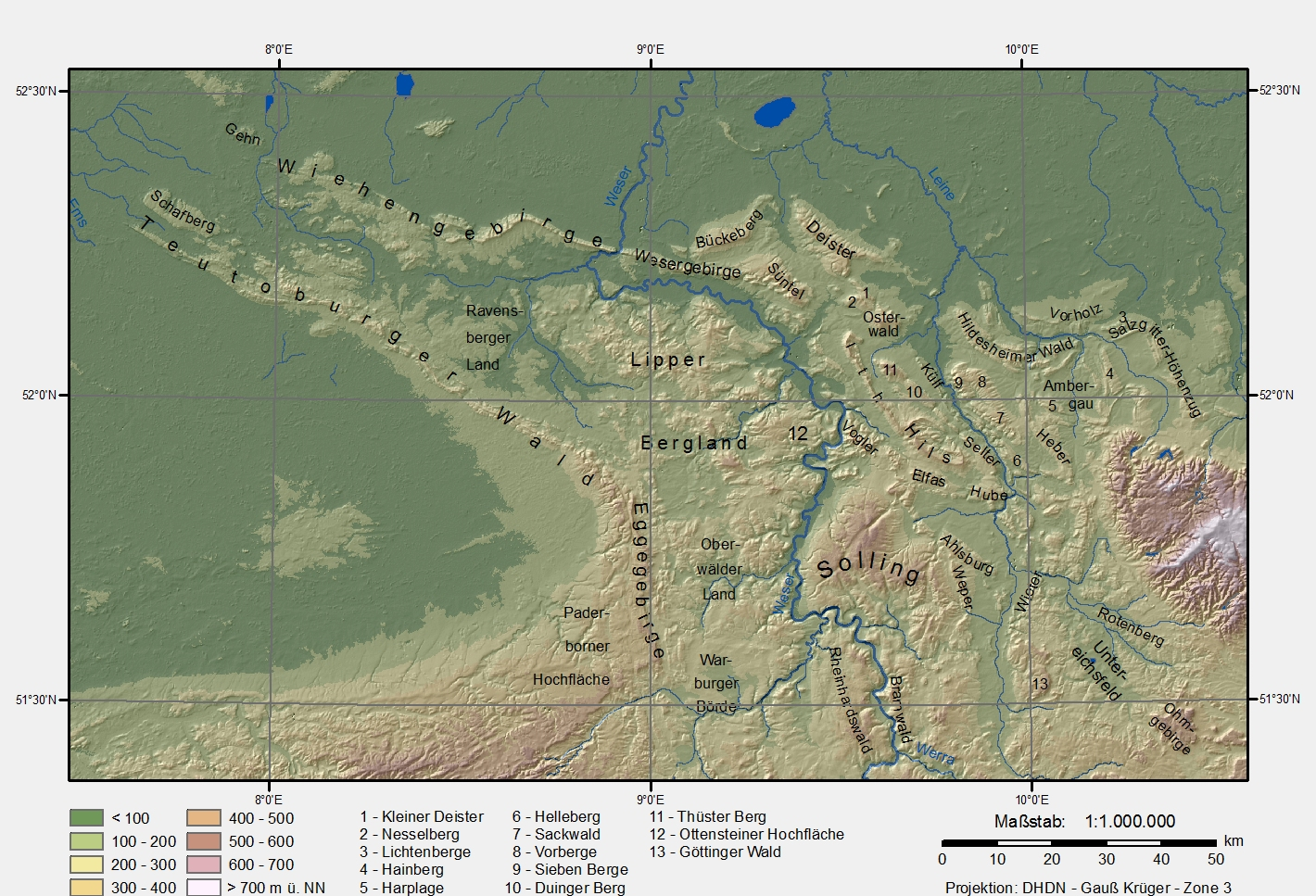

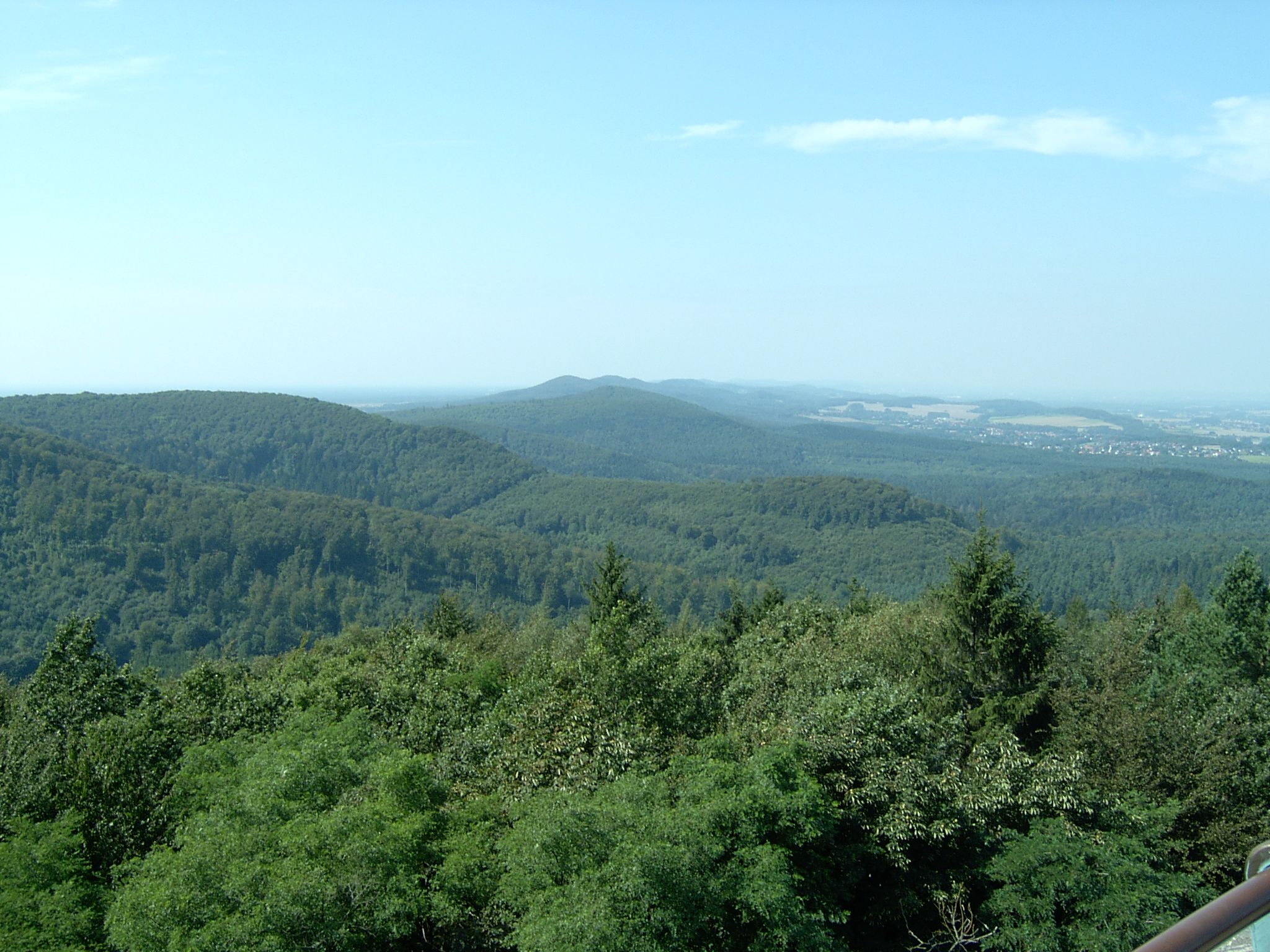
Панорама Тевтобузького лісу

Тевтобурзький ліс (нім. Teutoburger Wald) — вузьке пасмо низьких гір у Німеччині, розташоване у землях Нижня Саксонія і Північний Рейн — Вестфалія. Найвищою вершиною є гора Вельмерштот (Velmerstot) висотою 468 м над рівнем моря. Біля південного підніжжя цих гір бере початок річка Емс. Вкриті буковими лісами.
В історії ліс відомий завдяки Битві між германцями і римлянами у 9 році, що закінчилася поразкою римлян. Однак місце битви достеменно не відоме, а відповідно не можна сказати наскільки є виправданим ототожнення сучасного Тевтобурзького лісу зі стародавнім.